# Friedrich Wilhelm Compe
Friedrich Wilhelm Compe (* 28. August 1751 in Hardegsen; † 21. Juni 1827 zu Schwarzenbek) war ein deutsch-dänischer Amtmann sowie Ritter des Dannebrogordens und Danebrogsmann.

## Leben
Er besuchte zwei Jahre lang das Gymnasium in Hildesheim. Dann studierte er Jura an der Universität Göttingen. 1775 wurde er Auditor im Amt Koldingen. 1777 machte er sein Examen. 1779 wurde er an das Amt Sternberg versetzt. 1780 wurde er Amtsschreiber im Amt Neustadt am Rübenberge und 1786 Administrator des Amts Nienover. 1788 wurde er Zweiter Beamter im Amt Ratzeburg, 1793 Erster Beamter im Amt Schwarzenbek. Von der Regierung im Königreich Westphalen wurde er 1811 zum Friedensrichter ernannt. 1813 wurde er Mitglied der provisorischen Regierungskommission im Herzogtum Lauenburg. 1815 regelte er Angelegenheiten im Fürstentum Hildesheim. Das Herzogtum Lauenburg kam 1816 zu Dänemark, er blieb aber im Amt in Schwarzenbek. Dort hatte er 1793 eine Schule gegründet, und dort sind heute eine Straße und eine Schule nach ihm benannt. Dort steht auch sein aus Sandstein gefertigter Grabstein neben der Franziskuskirche. Sein Nachfolger als Amtmann wurde Friedrich Seestern-Pauly.
Compe war Freimaurer und seit 1782 Illuminat.

## Auszeichnungen
- 1817: Dannebrogorden
- 1816: Guelphen-Orden
- 1823: königlich dänischer wirklicher Etatsrat
- 1826: Danebrogsmann